# OK Vendelboerne
OK-Vendelboerne er en dansk orienteringklub, der blev stiftet 20. januar 1975 og har hjemsted i   Hjørring og er medlem af Dansk Orienterings-Forbund.
Klubben betragter sig først og fremmest som en motions-, frilufts- og familieklub trods nogle jyske- og danske mesterskaber.
Der er tradition for, at klubben i week-enden før palmesøndag, hvert andet år arrangerer et to dages-løb, Nordjysk 2-Dages.